# Samijnsbos
Het Samijnsbos is een bos in de Belgische gemeente Menen, meer bepaald in de deelgemeente Lauwe. Het is een gemengd loofbos met een oppervlakte van 2,5 ha. Het bos wordt gevormd door eiken, esdoorns, essen, beuken, berken, kastanjes, linden, populieren en abelen. Het Samijnsbos is een zeldzaam stuk bos in de dichtbebouwde streek tussen Kortrijk, Menen, Roubaix en Moeskroen.